# La prima volta (Pierdavide Carone)
La prima volta è il primo singolo estratto dall'album Distrattamente del cantautore italiano Pierdavide Carone, pubblicato il 29 ottobre 2010 dalla Sony Music.
Il video del singolo è stato pubblicato pochi giorni dopo l'estrazione dello stesso.
Nel 2011 il brano viene incluso nella compilation Love... per sempre, pubblicato dalla Sony Music.

## Tracce
Testi e musiche di Pierdavide Carone.
1. La prima volta – 3:33